# نادي استقلال طهران
نادي استقلال طهران (بالفارسية: باشگاه فوتبال استقلال تهران)، نادي كرة قدم إيراني يقع في العاصمة الإيرانية طهران.تجتذب مباريات نادي الاستقلال على شاشات التلفزيون والفضاء الإلكتروني ما متوسطه 30 إلى 110 مليون مشاهد.وهو البرنامج الأكثر مشاهدة في إيران.

## تاريخ
تأسس نادي استقلال طهران سنة 1945 (الموافق 1324 هجري) على يد عدد من الرياضيين العسكريين في شارع فردوسي بطهران ولأن كلهم كانوا من لاعبي دراجات تم إعطاء اسم راكبي الدراجات (دوجرخه سواران) للفريق. أول لاعبي الفريق كانوا: جانان بور، خاكزاد، كيتي، كريش، كلاني، مهديون، حسيني، ميرزائي وخشايار.
بعد مضي سنوات خطط الفريق لتكوين عدد من ألعاب منهم: كرة السلة، كرة الطاولة، رفع الأثقال، المصارعة، السباحة وكرة القدم وبنفس الوقت كان هناك فريق اسمه (تور) وكان قد فاز بمباراة مهمة على فريق (كاركران آبادان) القوي بيد علي دانايي فرد وهذا كان السبب بأن يتم مخاطبة مدير الفريق (علي) وتم التوافق معه على تغيير اسم الفريق من ((تور)) إلى ((دوجرخه سواران)).
لعب الفريق أول مباراة رسمية له في الدوري الإيراني سنة 1946 وكان وصيفا للبطل بدوري طهران للاندية وكأس طهران.
1947 حصد الفريق البطولة بفوزه بلقب لأول مرة في تاريخه.
قبل الثورة، كان مجمع تاج الرياضي يضم 5 أندية رياضية في طهران و66 ناديًا في المدن، كما كان لدى تاج أندية في تركيا (تحت اسم نادي تاج سبور) وقطر، ولكن مع ثورة 1978 تم إزالة هذه الأماكن من النظام. ملكية النادي شمل تاج في طهران تاج سنترال بالاس في شارع بهارستان، ونادي بيليه الرياضي في شارع نظام آباد، ونادي تاج النسائي في شارع لوس أنجلوس (الحجاب الحالي)، ونادي تاج للتنس في شارع بهلوي (ولي عصر الحالي)، ونادي رضا بهلوي في نزي آباد. كان لدى تاج أيضًا متجران للأدوات الرياضية في طهران في شارعي شهريزا وبهارستان. مع الثورة الإيرانية وفي عام 1978، استولت اللجان الثورية على قصر تاج المركزي وأماكن أخرى تابعة لنادي تاج، وتم منح الأماكن الرياضية لمنظمة التربية البدنية، وأماكن إدارية أو خدمات أخرى مثل المتجر الرياضي للنادي. وتم تسليمهم إلى منظمات مثل منظمة الدعاية الإسلامية. ولم تكن جهود نادي الاستقلال لاستعادة هذه الأماكن ناجحة حتى الآن.

## انجازات الأستقلال
۳۹ بطولة رسمية

### المحلية

#### الدوري
- دوري كرة القدم الإيراني

 البطل (10): 1957 (كأس بطولة إيران)، 1970-71، 1974–75، 1989–90، 1997–98، 2000–01، 2005–06، 2008–09، 2012–13، 2021–22
 الوصيف (11): 1973–74، 1991–92، 1994–95، 1998–99، 1999–2000، 2001–02، 2003–04، 2010–11، 2016-17، 2019–20، 2023—24

#### الكأس
- كأس حذفي

 البطل (8): 1976–77, 1995–96, 1999–2000، 2001–02، 2007–08، 2011–12، 2017–18، 2024–25
 الوصيف (7): 1989–90, 1998–99، 2003–04، 2015–16، 2019–20، 2020–21، 2022–23
- كأس السوبر الإيراني

 البطل (1): 2022
 الوصيف (1): 2018

#### الأقاليم
- دوري منطقة طهران[4]

 البطل (13): 1949–1950, 1952–1953, 1956–1957, 1957–1958, 1959–1960, 1960–61, 1962–63, 1968–69, 1970–1971, 1972–73, 1983–84, 1985–86, 1991–92
 الوصيف (7): 1946–47, 1951–52, 1958–59, 1969–70, 1982–83, 1989–90, 1990–91
- كأس حذفي منطقة طهران[5]

 البطل (4): 1946–47, 1950–51, 1958–59, 1960–61
 الوصيف (3): 1945–46, 1957–58, 1969–70
- كأس السوبر طهران

 البطل (1): 1994

### البطولات الأسيوية
- دوري أبطال آسيا

 البطل (2): بطولة الأندية الآسيوية 1970، بطولة الأندية الآسيوية 1990–91
 الوصيف (2): بطولة الأندية الآسيوية 1991، بطولة الأندية الآسيوية 1998–99
 المركز الثالث (2): بطولة الأندية الآسيوية 1971، بطولة الأندية الآسيوية 2001–02
المركز الثالث المشترك (1): دوري أبطال آسيا 2013
- كأس أبطال الكؤوس الآسيوية

المركز الرابع (2): كأس أبطال الكؤوس الآسيوية 1996–97, كأس الكؤوس الآسيوية 2001

## وصلة خارجية
- الموقع الرسمي